# Istočni Drvar
Istočni Drvar är en kommun i Bosnien och Hercegovina.   Den ligger i entiteten Republika Srpska, i den västra delen av landet, 150 km väster om huvudstaden Sarajevo.